# Caenolestes condorensis
Caenolestes condorensis e вид дребен бозайник от семейство Ценолестесови (Caenolestidae). Разпространен е във високопланинските области в северната част на Андите. Видът е открит, слабо проучен е и е известен с едно-единствено местообитание. Среща се на надморска височина над 2000 m в планината Кордилера дел Кондор в Еквадор в непосредствена близост с перуанската граница. Общата дължина на тялото е 26 cm, като опашката е 13 cm, тегло 48 g.